# 宮本武之輔
宮本 武之輔（みやもと たけのすけ、1892年（明治25年）1月5日 - 1941年（昭和16年）12月24日）は、日本の工学者・土木技術者。内務官僚・企画院次長。

## 経歴
愛媛県出身。1917年（大正6年）、東京帝国大学工科大学土木工学科を卒業し、内務技手となった。1919年（大正8年）、内務技師となり、東京第一土木出張所、東京土木出張所、新潟土木出張所・土木試験所、内務省土木局に勤務した。1910年代には、当時待遇が文官に比べて冷遇されていた土木官僚たちによる待遇改善をめざした「技術者水平運動」のリーダー的存在であった。その間、1928年（昭和3年）に工学博士号を受けた。1937年（昭和12年）から東京帝国大学工学部教授を兼任。
1938年（昭和13年）、興亜院技師・技術部長に転じ、1941年（昭和16年）には企画院次長に就任した。

## 栄典
- 1940年（昭和15年）8月15日 - 紀元二千六百年祝典記念章[4]

## 著書
- 『混凝土及鉄筋混凝土』（丸善、1926年）
- 『鋼矢板工法』（岩波書店、1935年）
- 『治水工学』（修教社、1936年）
- 『災害読本』（山海堂出版部、1938年）
- 『新技術者精神』（三省堂、1939年）
- 『技術者の道』（科学主義工業社、1939年）
- 『最新河川工学』（工業図書、1939年）
- 『現代技術の課題』（岩波書店、1940年）
- 『技術と国策』（科学主義工業社、1940年）
- 『大陸建設の課題』（岩波書店、1941年）
- 『科学の動員』（改造社、1941年）
- 『科学技術の新体制』（中央公論社、1941年）